# Spencer Fullerton Baird
Spencer Fullerton Baird (Reading (Pennsylvania), 3 februari 1823 - Woods Hole (Massachusetts), 19 augustus 1887) was een Amerikaanse natuuronderzoeker, vooral ornitholoog en ichtyoloog.

## Biografie
Baird was de eerste museumconservator die werd benoemd aan het Smithsonian Institution. Hij zou daar tussen 1878 en 1887 eindigen in de functie van second Secretary. 
Hij schreef meer dan 1000 publicaties gedurende zijn leven. Hij wijdde zijn leven aan het uitbreiden van de natuurhistorische verzamelingen van het instituut. Toen hij in 1887 stierf was de collectie aangegroeid tot meer dan twee miljoen specimens, terwijl die in 1850 nog maar 6000 stuks bevatte.

## Nalatenschap
Op de IOC World Bird List staan 31 door hem beschreven vogels. Daarnaast heeft hij vele andere diersoorten beschreven, waaronder veel vissoorten. Als eerbetoon aan hem zijn een groot aantal diersoorten naar hem vernoemd, zoals de zoogdieren:
- Zwarte dolfijn, Berardius bairdii, 1883
- Midden-Amerikaanse tapir of Bairds tapir, Tapirus bairdii
- Peromyscus maniculatus bairdii, ondersoort van de hertmuis

Vogels:
- Bairds strandloper, Calidris bairdii, 1861
- Bairds trogon, Trogon bairdii, 1868
- Bairds gors, Centronyx bairdii, 1844

Vissen:
- Cottus bairdii, een donderpad, 1850
- Microspathodon bairdii, een rifbaars, 1862
- Nezumia bairdii, een kabeljauwachtige vis, 1877
- Alepocephalus bairdii,  glijkop, 1879

Reptiel:
- Bairds rattenslang, Pantherophis bairdi, 1880

Ongewervelden:
- Rode kreeft, Eunephrops bairdii, 1885
- Tannerkrab, Chionoecetes bairdi, 1924

- Bibsys: 90695097
- Bibliothèque nationale de France: cb122779294 (data)
- CiNii: DA08099985
- Stuttgart Database of Scientific Illustrators 1450–1950: 226
- Gemeinsame Normdatei: 11884900X
- International Standard Name Identifier: 0000 0000 8338 9509
- Library of Congress Control Number: n50082080
- Nationale Bibliotheek van Letland: 000192412
- National Archives and Records Administration: 10580548
- Nationale Bibliotheek van Tsjechië: ola2003196332
- Nationale Bibliotheek van Israël: 987007258025905171
- Nationale Bibliotheek van Polen: a0000001715498
- Nederlandse Thesaurus van Auteursnamen: 070248281
- Réseau des bibliothèques de Suisse occidentale: 02-A002961523
- Istituto Centrale per il Catalogo Unico: SBLV071213
- LIBRIS: 176605
- SNAC: w6nm4583
- Système universitaire de documentation: 085857408
- Museum of New Zealand Te Papa Tongarewa: 39435
- Virtual International Authority File: 4991719
- WorldCat: E39PBJB8tXQccfDyVCpc6jWRrq